# 페센덴의 세계
《페센덴의 세계》 또는 《인공 우주의 공포》는 미국의 SF소설가 에드먼드 해밀턴의 단편이다.

## 줄거리
천문학자 브래들리는 친구 페센덴의 초대를 받고 그가 살고 있는 시골 대학교의 연구실로 찾아간다. 그곳에서 페센덴은 자신이 인공 우주를 만들었다며 브래들리에게 보여준다. 그러나 그 인공 우주의 생명들을 자신의 실험 대상으로 무자비하게 사용하는 페센덴에게 실망한 브래들리는 페센덴과 싸우게 되고, 페센덴은 실수로 인공 우주의 진공 속에 미끄러져 죽고 만다. 브래들리는 돌아오면서 어쩌면 우리들이 살고 있는 우주도 페센덴과 같은 미친 과학자가 실험 대상으로 쓰고 있는 것에 불과한 게 아닌지 사색한다. 원제는 Fessenden's World (1937).